# Felty-Syndrom
Das Felty-Syndrom ist eine Komplikation einer lange bestehenden, zumeist schweren chronischen Polyarthritis. Es ist selten und tritt nur bei etwa 1 % der an rheumatoider Arthritis Erkrankten auf.
Bei der Definition des Felty-Syndroms werden folgende Symptome gefordert:
- rheumatoide Arthritis
- Splenomegalie und Lymphknotenschwellung
- Leukopenie (besonders Granulozytopenie)

Zusätzlich ist der Rheumafaktor hochpositiv.

## Klinik
Über die Arthralgien hinaus leiden einige der Patienten mit Felty-Syndrom an gehäuften Infektionen. Dies wird dem Mangel an Abwehrzellen (Leukozyten) zugeschrieben. Neben Lungenentzündungen treten auch Hautentzündungen der Unterschenkel auf. Neben dem Mangel an Abwehrzellen scheint hier auch eine Entzündung kleiner Gefäße (Vaskulitis) im Rahmen der rheumatischen Grunderkrankung verantwortlich zu sein.

## Ursache
Die Ursache dieser Erkrankung ist noch nicht vollständig geklärt. Auch warum einige der Patienten mit rheumatoider Arthritis das Felty-Syndrom entwickeln und andere nicht ist unklar. Es scheint eine Fehlfunktion im Bereich der Blutzellbildung vorzuliegen, so dass die – evtl. sogar vermehrt – gebildeten weißen Blutzellen in der Milz zurückgehalten werden und im peripheren Blut fehlen. Patienten mit dieser Konstellation weisen Antikörper gegen Bestandteile weißer Blutzellen auf.

## Therapie
Zunächst wird die zugrunde liegende rheumatoide Arthritis behandelt (s. dort). Patienten mit schweren Infektionen werden zusätzlich lokal und systemisch für diese behandelt (z. B. Antibiotika). In Einzelfällen werden auch Zellwachstumsfaktoren (z. B. G-CSF = granulocyte colony stimulating factor) eingesetzt. Um zu verhindern, dass übermäßig viele weiße Blutzellen in der Milz abgefangen werden, wird diese in schweren Fällen entfernt (Splenektomie). All diese Maßnahmen sind aber noch im Forschungsstadium und die Langzeitergebnisse noch unbekannt.